# Crotalaria rhynchocarpa
Crotalaria rhynchocarpa är en ärtväxtart som beskrevs av Roger Marcus Polhill. Crotalaria rhynchocarpa ingår i släktet sunnhampor, och familjen ärtväxter. Inga underarter finns listade i Catalogue of Life.